# Zelandotipula parvimacula
Zelandotipula parvimacula är en tvåvingeart som först beskrevs av Alexander 1945.  Zelandotipula parvimacula ingår i släktet Zelandotipula och familjen storharkrankar. Inga underarter finns listade i Catalogue of Life.